# Z 9051-9052
La Z 9051 et Z 9052 sont deux anciennes automotrices électriques prototype de la SNCF alimentée en courant alternatif à « fréquence industrielle », c’est-à-dire la fréquence standard 50 Hz délivrée notamment par EDF.
Cette expérimentation a lieu sur l'« Étoile de Savoie », dont le premier tronçon était Aix-les-Bains - Annecy entre 1951 et 1963 pour la Z 9051 et entre 1953 et 1968 pour la Z 9052.

## Caractéristiques techniques

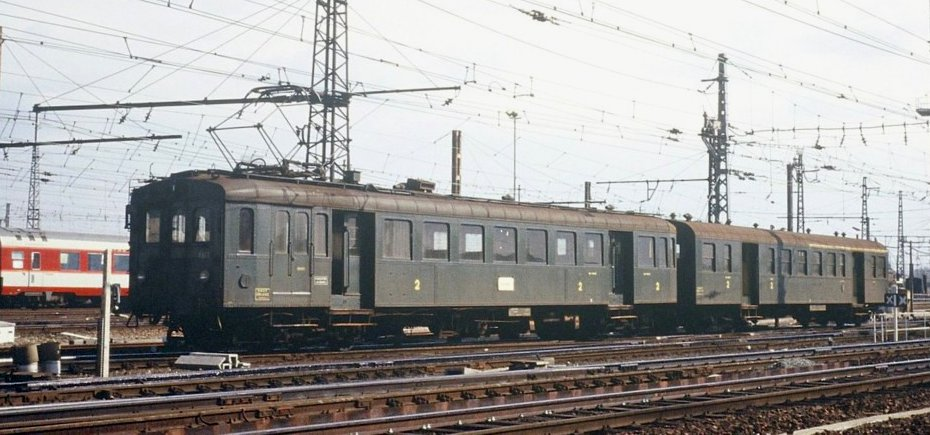
Automotrice type Z 4100.

Elles sont obtenues par transformation de deux éléments de la série des Z 4100 employées sur les lignes de banlieue de Paris-Austerlitz. Les travaux de modification sont pris en charge par les équipes des ateliers d'Oullins. Après ces modifications, les deux automotrices conservent leur livrée verte.

### Z 9051
Elle est issue de la transformation de la Z 4123 ; elle est accompagnée de la remorque ZS 19051, ex Cmyp 17044.
Des équipements électriques fournis par Oerlikon sont installés. Quatre moteurs directement alimentés en courant alternatif 50 Hz par le transformateur principal d'un puissance de 1 035 kVA, sont montés sur les bogies à raison d'un par essieu. Des contacteurs Jeumont-Heidmann entraînés par un servomoteur permettent d'utiliser la Z 9051 en couplage avec la Z 9052.

### Z 9052
La Z 9052 et sa remorque ZS 9052 forment une rame obtenue par transformation de la Z 4157 et de la Cmyp 17033.
Cette automotrice reçoit des équipements électriques Jeumont-Schneider qui alimentent quatre moteurs directs BBC puis, à partir de 1956, d'autre moteurs, moins performants que les précédents. La transformation s'accompagne d'une réduction de capacité de l'automotrice à 73 places de troisième classe, puis de seconde à partir de 1956.

## Carrière
La Z 9051 arrive en Savoie (dépôt de Chambéry puis d'Annemasse) le 20 septembre 1951 alors que la Z 9052, en raison de travaux de transformation plus longs, ne la rejoint que le 5 avril 1953 mais reste attachée au dépôt des Aubrais.
Vers la fin 1953, les deux automotrices retournent brièvement à Oullins pour être adaptées au relèvement de tension sur les lignes de Savoie (de 20 à 25 kV qui a eu lieu la même année.
La Z 9051 rejoint le dépôt de Bordeaux le 21 octobre 1963 où elle reprend son ancien numéro (Z 4123) en même temps qu'elle retrouve des équipements 1,5 kV continu. La Z 9052 retourne aux Aubrais le 1er mars 1965. Garée sans emploi, non remise au type, elle est radiée le 19 décembre 1968,.